# Дрожь земли 3
Дрожь земли 3 (англ. Tremors 3: Back to Perfection) — американский комедийный боевик, третий в серии фильмов «Дрожь земли». Премьера состоялась 2 октября 2001 года. Это прямое продолжение фильма Дрожь земли 2: Повторный удар. 
Майкл Гросс, Шарлотта Стюарт, Ариана Ричардс, Тони Дженаро и Роберт Джейн повторяют свои роли из первого фильма. За третьим фильмом следует Дрожь земли 4: Легенда начинается. 
Берт Гаммер вернулся в штат Невада. Конечно же, грабоиды снова атакуют, только теперь они разделены на грабоидов, крикунов и новую мутацию, которые обращаются в бегство с помощью горючего метеоризма. Преследуемый бесплодным грабоидом-альбиносом, известным как Эль Бланко, Берт, Джек Сойер и другие местные жители должны спасти свой город от разрушения.
Дрожь земли 3 получила в основном положительные и смешанные отзывы от критиков и зрителей. Фильм имеет рейтинг одобрения 80% на Rotten Tomatoes на основе 6 обзоров. На церемонии вручения наград Video Premiere Awards в 2001 году Майкл Гросс получил награду за лучшую мужскую роль за свою работу в фильме Дрожь земли 3.

## Сюжет
Через одиннадцать лет после первого появления грабоидов новый монстр был замечен в Гран-Чако. Берт Гаммер едет туда, но грабоид успевает метаморфироваться в шрайкеров, которые плодятся с огромной скоростью. Впрочем, Берту не составляет труда расправиться с ними.
Берт возвращается в Перфекшен. Жители городка эксплуатируют образ грабоида, чтобы заманивать туристов, но в повторное появление этих созданий не верят. Джек Сойер со своим другом Бьюффордом организовывают туристические экскурсии, во время которых пугают своих клиентов. Во время одной из таких экскурсий Бьюффорда съедает невесть откуда взявшийся грабоид. В городок приезжают агент Френк Стетлер, представитель Министерства Внутренних Дел, и доктор Эндрю Мерлис, палеонтолог. Также Берт встречает своего старого знакомого Мелвина, с которым он пережил ещё первое нападение грабоидов в 1989 году. Однако встреча оказывается куда менее приятной, чем ожидал Берт — оказалось, что Мелвин приехал сюда с целью организовать свой бизнес. Стетлер же запрещает охотиться на грабоидов, так как они являются вымирающим видом и находятся под защитой закона. Вместо этого Берту и Джеку предлагают изловить одну особь живьём, чтобы можно было изучить её.
Они не успевают этого сделать: сначала один грабоид проглатывает живьём Берта и Джек едва успевает его вытащить. Затем в городок возвращается доктор Эндрю Мерлис, окативший себя из огнетушителя. Он рассказывает что он с агентами нашли разорванного изнутри грабоида, который успел метаморфозироваться в шрайкеров и те убили и съели агентов правительства. Берт принимает решение уничтожить шрайкеров, несмотря на запрет, чтобы те не добрались до стада коров Мигеля, но на пути к каньону, где шрайкеры устроили себе логово, их блокирует грабоид-альбинос, стерильная особь, которая не может превратиться в шрайкеров. Альбиноса в конце концов удаётся обмануть, но шрайкеров в каньоне уже нет. За это время они успели перейти в следующую (третью) стадию развития — летающую. Этот новый вид грабоида решили назвать ассбластером (англ. assblaster, дословно: ракетозад).
При схватке с одним из них погибает Мигель, также герои обнаруживают в трупе чудовища яйцо грабоида. Дальше при непредвиденных обстоятельствах Берту приходится взорвать собственный дом, чтобы уничтожить одного ассбластера, в то время как Ненси и Минди удаётся поймать одного живым. После неудачной попытки сбежать от появившихся новых чудовищ Берт, Джек и Джуди при помощи подручных средств одного за другим уничтожают всех ассбластеров, с трудом, но успешно, кроме последнего ассбластера, которого случайно съедает грабоид-альбинос.
Перфекшн спасён, но Джек решает прекратить организацию экскурсий и заняться другим делом. Берт в это время пытается изловить грабоида-альбиноса. За этим занятием его застаёт Мелвин, вновь заявляющий свои права на эти земли. В последний момент Мелвин узнаёт, что один из грабоидов оказывается ещё жив и направляется прямо сюда. Берт объясняет Мелвину, что не станет убивать последнего грабоида, он оставит его в живых для защиты городка от назойливых предпринимателей вроде него, и уезжает, оставляя разгневанного Мелвина на камне, где грабоид не может его достать.

## Персонажи
| Персонаж      | Актёр/Актриса    | Характеристика |
| ------------- | ---------------- | --- |
| Берт Гаммер   | Майкл Гросс      | Эксперт по оружию. Живёт один, так как вскоре после событий первого фильма от него ушла жена. Слегка «повёрнутый» на подготовке к Третьей мировой войне. Крайне не любит правительство. Также появляется в первом, втором, третем, пятом, шестом и седьмом фильмах, a также в сериaле. (В четвертом фильме присутствует прадед Хайрем Гаммер). |
| Джек Сойер    | Шон Кристиан     | Организовал в Перфекшене экскурсию для туристов; устраивал всякие трюки, чтобы туристы поверили в существование грабоидов… пока не выяснилось, что те существуют на самом деле. Неравнодушен к Джуди. |
| Джуди         | Сьюзан Чонг      | Племянница Уолтера Чанга и новая владелица «Магазина Ченга», предприимчивая и «супер-крутая», но в сущности, очень милая девушка. |
| Ненси         | Шарлотта Стюарт  | Домохозяйка. Живёт вместе со своей дочерью Минди. Делает сувениры для магазина Джуди, чтобы заработать дочери на учёбу. Появлялась в первом фильме. |
| Минди         | Ариана Ричардс   | Дочь Ненси. Появлялась в первом фильме. |
| Мигель        | Тони Дженейро    | Фермер. Разводит скот. Погиб во время атаки ассбластера. Также появлялся в первом фильме. |
| Мелвин        | Роберт Джейн     | Предприниматель, уроженец Перфекшена. Пытается организовать строительство в долине домов для продажи, что очень не нравится остальным жителям. Появлялся в первом фильме и сериaле. |
| Эндрю Мерлис  | Барри Ливингстон | Палеонтолог, приехал в Перфекшен изучать грабоидов. Умер от ранения, нанесённого шрайкером. |
| Фрэнк Стэтлер | Том Эверетт      | Агент министерства внутренних дел. Убит шрайкерами. В титрах не указан. |